# O'Donnell (metrostation)
Estación de O'Donnell is een metrostation in het stadsdeel Retiro van de Spaanse hoofdstad Madrid. Het station werd geopend op 11 oktober 1979 en wordt bediend door lijn 6 van de metro van Madrid.
Het metrostation en de straat in de buurt zijn genoemd naar Leopoldo O'Donnell, premier van Spanje en hertog van Tétouan.